# Dvéře jazyků otevřené
Dvéře jazyků otevřené (latinsky Janua linguarum reserata či Janua lingvarum reserata, v jiném českém překladu Brána jazyků otevřená; také Janua linguarum reserata aurea) je učebnice latiny, napsaná Janem Amosem Komenským. 

## První vydání, název s celým podtitulem
Byla vydána v roce 1631 v latinské verzi a v roce 1633 v Komenského vlastním překladu do češtiny pod názvem Dvéře jazyků otevřené. Česká verze byla dlouho pokládána za ztracenou. Záhy byla přeložena do mnoha dalších jazyků. Podtitul české verze zní: "Krátký a snadný způsob kteréhokoli jazyka, spolu i se začátky všech umění svobodných, pochopení: v kterémž pod stem titulů v tisíci průpovědech všecka slova celého jazyka obsažena jsou".

## Výuka cizích jazyků před napsáním učebnice
Cizí jazyk se učil nazpaměť bez chápání smyslu slov a vět. Komenský přišel na to, že se slova mnohem lépe pamatují ve větách, kde si na příkladu nebo ukázce uvědomujeme smysl věty. 

## Členění učebnice, princip učiva
Učebnice se skládá z jednoho tisíce paragrafů, členěného do sta kapitol, v nichž Komenský formou krátkých průpovídek popisuje různé jevy a věci - zprvu náboženská témata, přírodu, lidské tělo, lidskou duši, řemesla, obydlí, společnost, vědy, chování. V těchto průpovídkách je použita celá obvyklá slovní zásoba (asi osm tisíc slov „v životě potřebných“) a gramatika latiny (potažmo jiných jazyků). Žák se jazyk naučí tím, že si zapamatuje latinské verze těchto průpovídek a jejich význam. Mnohem lépe si zapamatuje látku, pokud je spojena s fyzickým konáním. Komenský převedl kapitoly do divadelních scén. Studenti, převlečení za dramatické postavy, předváděli a v dialozích popisovali probíranou látku, např. práci a nástroje řemeslníka.

## Překlady
Učebnice byla ve své době velmi oblíbená, byla přeložena do asi dvaceti jazyků včetně např. mongolštiny, k výuce latiny byla používána až do 19. století, užíval ji (s určitými ideovými a morálními úpravami, protože zejména v úvodní části jsou mnohdy prezentovány protestantské názory a zejména části o lidském těle byly na svou dobu poměrně otevřené) i jezuitský řád. Sám Komenský její formu a pedagogické principy použil v dalších didaktických spisech, např. ji převedl do dramatické podoby v sérii divadelních her Schola ludus (Škola hrou). Oblíbená učebnice se užívala ve školách k výuce až do 19. století.